# English league
La Ligue anglaise est un des premiers championnats de hockey sur glace en Angleterre. Elle est fondée en 1931 et disparaît en 1936 lorsqu'elle est remplacée par l'English National League.
Une nouvelle ligue du même nom a été fondée en 1988 et s'est poursuivie jusqu'en 1997.

## Palmarès
- 1931-1932 : Université d'Oxford
- 1932-1933 : Université d'Oxford
- 1933-1934 : Grosvenor House Canadians
- 1934-1935 : Streatham
- 1935-1936 : Birmingham Maple Leafs
- 1988-1989 : Humberside Seahawks
- 1989-1990 : Bracknell Bees
- 1990-1991 : Oxford City Stars
- 1991-1992 : Medway Bears
- 1992-1993 : Solihull Barons
- 1993-1994 : Wightlink Raiders
- 1994-1995 : Wightlink Raiders
- 1995-1996 : Wightlink Raiders
- 1996-1997 : Wightlink Raiders